# Vereknye
Vereknye (szlovákul Vrakuňa, németül Fragendorf, Frattendorf vagy Wrackendorf) Pozsony város része a Pozsonyi kerület Pozsonyi II. járásában.

## Fekvése
Pozsony központjától 7 km-re keletre fekszik.

## Története
A település első írásos említése 1290-ben történt "Verekne" alakban, amikor Vereknyei Lőrinc kapta meg a korábban királyi birtokban levő, a pozsonyi  váruradalomhoz tartozó falut.
A 14. század végétől újra a pozsonyi uradalom része lett. 1683-ban a Bécs ellen vonuló török sereg égette fel a falut, amikor 8000 harcos vonult itt át, hogy Thököly Imre cseklészi táborához csatlakozzon. Ekkor elpusztult a vereknyei híd is, de később újjáépítették. A lakosság főként a Duna szigetein fekvő erdőkben húzta meg magát. Lakossága teljesen elszegényedett, számuk lecsökkent azonban a 18. század folyamán a településen már fokozatos fejlődés ment végbe. Fejlődött a kézművesség is, a 18. – 19. században molnárok, mészárosok, csizmadiák, kőművesek, takácsok tevékenykedtek Vereknyén. A 19. század közepén 69 házában 451, többségben magyar  lakos élt. A 19. század végén és a 20. század elején azonban Pozsony közelsége miatt sok új telepes vándorolt be a faluba. Tizenöt év alatt a lakosság száma 742-re emelkedett.
Vályi András szerint "VEREKNYE. Falu Pozsony Várm. földes Ura Gr. Pálfy Uraság, fekszik Püspökinek szomszédságában, mellynek filiája, Pozsonyhoz 1 mértföldnyire; határja középszerű, vagyonnyai meglehetősek; hídgya a’ Dunának ágán hasznos."
Fényes Elek szerint " Vereknye, (Fragendorf), Poson m. magyar falu, a kis Duna mellett, mellyen egy szép fahid viszen keresztül a Csalóközbe. Számlál 333 kath. lak. Vendégfogadó; sok gyümölcs. F. u. a Pálffy senioratus. Ut. p. Poson egy kis óra."
Pozsony vármegye monográfiája szerint "Vereknye, kisközség a Felső-Csallóközben, 67 házzal és 599 róm. kath. vallású magyar lakossal. Ősrégi község, mely 1290-ben Verekene néven van említve. 1301-ben Petrus de Verekne pozsonymegyei szolgabíró. Német nevét, Vretendorf alakban, Zsigmond királynak 1410-iki oklevele említi. 1373-ban Vereknyei Lőrincz itteni birtokrészét, a Csalló folyón szedett vámmal együtt, Szentgyörgyi Péter fia Jánosnak adja záloga. Öt évvel később az itteni rév is említve van. 1356-ban Treufenkes István pozsonyi polgár leánya Klára, Vereknyei Péter özvegye, a maga birtokrészét Jakab pozsonyi bírónak zálogosítja el, de azután örök áron eladja neki. 1385-ben Monostori Berzethe Miklós elzálogosítja itteni birtokrészét. 1392-ben Zsigmond király Pozsony városának adományozza az itteni királyi birtokrészt. 1410-ben özvegy Monostori Berzethe Miklósné férjhez menvén Gwelb Jánoshoz, itteni birtokrészét ő rá átiratta. 1430-ban Zsigmond király Peilimanew János tüzérmestert és családját zálogjog czímén vezetteti be valamely itteni birtokrészbe. 1453 előtt Rozgonyi György és fia Sebestyén, erőszakosan foglalták el a vereknyei királyi birtokot. 1490-ben Czobor Imre várat építtet ide, melyet azonban Beatrix királyné leromboltat. 1492-ben az itteni királyi birtokot II. Ulászló elzálogosítja a Szentgyörgyi és Bazini grófoknak. A birtok kihaltukig kezökben maradt és az újabb korban a Pálffyak tulajdonába jutott. Ez időben Fragendorf német neve is van a helységnek, mert lakosai ekkor németek voltak, de azóta megmagyarosodtak. A mult században a Draskóczyaknak is volt itt birtokuk, de most a gróf Pálffy-szeniorátus bírja. A vereknyei híd az 1683-ik hadjárat alatt elpusztult. 1764-ben építtették fel újra, de négy évvel később az árvíz ezt is elsodorta. Később újra felépítették. E község határában feküdt hajdan Myr község is, mely már 1290-ben szerepel, a mikor III. Endre Herczel fiait e birtokban megerősíti. Ősi temploma már elpusztult és új temploma 1879-ben épült. A község mellett van vasúti állomás, de postája és távíróhivatala Pozsony-Püspöki. Ide tartozik Kőmajor és Porsony puszta, Pálffy major és Révház."
1910-ben 742, túlnyomórészt magyar lakosa volt. 1918-ban Vereknye is az új csehszlovák állam része lett. 1940-re a házak száma 249-re, lakosságának száma 1232-re emelkedett. 1948-ban nevét Vereknéről Vrakuňára változtatták. 1972. január 1-jén hivatalosan is Pozsonyhoz csatolták. Pozsony városrészeként 1990-re lakosságának száma elérte a 18 000 főt. Mezőgazdasági jellegű településből az ipari üzemek betelepülése hatására ipari városrésszé vált. Ma több mint 19 000 lakosával Pozsony egyik legdinamikusabban fejlődő városrésze.
2011
Összesen - 19 177 (100%)
- Szlovákok - 17 308 (90,25%)
- Magyarok - 919 (4,79%)
- Csehek - 201 (1,05%)
- Egyéb - 323 (1,68%)
- Azonosítatlan - 426 (2,22%)

## Nevezetességei
- Egykori várkastélyát ifjabb Rozgonyi István építtette az 1440–43 közötti polgárháború idején. Mára nyoma sem maradt.
- Szűz Mária tiszteletére szentelt új temploma, a régi templom ma kápolnaként szolgál.

## Híres emberek
- Itt született 1944-ben Boráros Imre színművész.